# Viacheslav Rubín
Viacheslav Rubín –en ruso, Вячеслав Рубин– (16 de febrero de 1966) es un deportista ruso que compitió en halterofilia.
Ganó una medalla de oro en el Campeonato Europeo de Halterofilia de 1993, en la categoría de 99 kg. Participó en los Juegos Olímpicos de Atlanta 1996, ocupando el quinto lugar en la misma categoría.

## Palmarés internacional
| Campeonato Europeo | Campeonato Europeo | Campeonato Europeo | Campeonato Europeo |
| Año                | Lugar              | Medalla            | Categoría          |
| ------------------ | ------------------ | ------------------ | ------------------ |
| 1993               | Sofía (Bulgaria)   | Medalla de oro     | 99 kg              |